# Кафоличність
Кафоличність, католи́чність (грец. καθολικότης, «всесвітність», «загальність»; зі слів καθ — «по» і όλη — «ціла»), або соборність — у християнському богослов'ї одна з істотних властивостей Церкви Христової, що розуміється як її «просторова, часова і якісна універсальність», інколи її хибно ототожнюють з термінами «всесвітність», «вселенськість». З того ж кореня походить і слово «католицизм». Термін «кафолична» часто зближують з іншим терміном — «Вселенська» (грец. όικουμένη, пор. «ойкумена»).

## Опис
У 9-му члені символу віри сказано «В Єдину, Святу, Соборну і Апостольську церкву» (грец. Εις Μίαν, Αγία, Καθολικήν, και Αποστολικήν Εκκλησίαν.).
«Церква Христова, — пише протоієрей М. Малиновський, — є Церква Католична (καθολική εκκλησία), Вселенська, або, по слов'янському перекладу Символу віри, Соборна».
Католичність — це не топографічне чи географічне поняття, не вселенскість, а духовне, внутрішнє, субстанціональне, з категорії буття. Істинна католичність ідеально втілена у  Святій Трійці.  Хто істинно сповідає Святу Трійцю, той істинно католичний, а істино сповідувати Її можливо тільки в Євхаристії.
Сучасна православна богословська думка розуміє термін «католична» у сенсі універсалізму Церкви, що являє собою Боголюдський організм Христа в усій його повноті, тобто Тіло Христове, що є «повнотою Того, що наповнює все в усьому!» (Еф. 1:23).
Володимир Лоський соборність визначав через догмат про пресвяту Трійцю "Ми пізнаємо Пресвяту Трійцю через Церкву, а Церкву — через одкровення Пресвятої Тройці. У світлі троїчного догмату соборність постає перед нами як таємнича тотожність єдності і множинності, — єдності, яка виражається в різноманітті, і різноманіття, яке продовжує залишатися єдністю … Церква не є якась федерація частин; вона соборна в кожній зі своїх частин, тому що кожна частина ототожнюється з цілим, висловлює ціле, означає те, що означає ціле, і поза цілого не існує ".
Слов'янською слово «католична» перекладається як «соборна», і має дещо інше значення, яке скоріше вказує на адміністративний устрій Церкви ніж на позначення третьої властивості Церкви згідно 9 члену Символу віри. Тому для позначення властивості природи Церкви правильніше використовувати виключно слово «католичність».
Дуже часто трактуючи поняття католичності тільки як всеохопність, всезагальність, всесвітність, універсалізм забувають звертати увагу на те що католичність в першу чергу це цілісність і повнота, тобто «присутність повноти істини через цілковите прийняття Церквою повноти божественного Одкровення». «Треба рішуче відмовитися від простого ототожнення понять „соборний“ і „всезагальний“, — пише В. М. Лоський у своїй статті» Про третю властивість Церкви". — «Християнську загальність», фактичну загальність або потенційний універсалізм слід відрізняти від соборності. Вони — наслідки, які необхідно випливають з соборності Церкви і невіддільні з соборністю Церкви пов'язані, так як це є не що інше, як її зовнішнє, матеріальне вираження. Ця властивість з перших століть життя Церкви отримала назву «вселенськості» від слова ή οικουμένη (всесвіт). «Ейкумена», в розумінні давньої Еллади, означала «заселена земля», світ відомий, на противагу недослідженим пустелям, океану, що оточує населений людьми orbis terrarum (коло земель), а також, можливо, і на противагу невідомим країнам варварів".
«Ейкумена» з перших століть християнства була переважно сукупністю країн греко-латинської культури, країн Середземноморського басейну, територією Римської імперії. Ось чому прикметник οικουμενικός (вселенський) стало визначенням Візантійської імперії, «імперії вселенської». Так як кордони імперії до епохи Костянтина Великого більш-менш збігалися з поширенням Церкви, Церква часто користувалася терміном «ейкуменікос». Він давався як почесний титул єпископам двох столиць імперії — Риму і пізніше «нового Риму» — Константинополя. Головним же чином, цим терміном позначалися загальноцерковні собори єпископів вселенської імперії. Словом «вселенський» позначалося також те, що стосувалося всієї церковної території в цілому, на противагу всьому, що мало тільки місцеве, провінційне значення (наприклад, помісний Собор або місцеве шанування)".
Не сам факт збирання собору є ознакою католичності, а скоріш мета зібрання собору, яка полягає в тому, щоб виявити, огородити істину. Тому виходячи з такого визначення собору, католичність можна розуміти як якісне знання істини, яке актуалізується тільки в самій Істині тобто в Христі, котрий сказав: «Я є шлях, істина і життя».
Церква, яка зібрана в ім'я Христове та звершує Євхаристію, очолювана єпископом, і є католичною Церквою, Тілом Христовим в усій Його повноті. «Там, де Христос, там католична Церква» — відомі слова св. Ігнатія Богоносця. Тобто коли Людина живе в Христі, вона володіє знанням істини, яка не є раціональними висновками, а справжнім практичним життям в Євхаристії, вона є католичною.
Доказом цього є історія про прп. Максима Сповідника. Хто тоді був католичним? Один хто був з Богом, чи собори які перебували в спілкуванні і водночас не були в істині тому що не засвоювали Євхаристію, не виявляли Христа, не були в Істинній Церкві, яка є єдність людської природи в іпостасі Ісуса Христа, і множинність іпостасей в благодаті Духа Святого, де проявляється особистісне існування, в якому може бути сприйняття повноти істини.
Тому загально-церковне спілкування чи єднання можливе тільки тоді коли кожна церква є кафоличною, а не тоді коли перебуває в спілкуванні з іншими. Первинним є католичність, а не спілкування і визнання іншими. «Якщо хто Христа визнає неправдиво, то спілкування з ним не можливо», — говорить преп. Максим Сповідник. Знову ж первинно потрібне правдиве визнання Христа — Істини, а вторинне спілкування як наслідок.
Можна зауважити, коли церква не перебуває у спілкуванні з іншими Церквами, це не може свідчити про те, що вона не є католичниою тобто не володіє якісним знанням істини чи іншими словами не актуалізує себе в Христі, в Євхаристії, бо Церква є католичною завдяки Христу, який перебуває у Євхаристії.
У такому розумінні католичності на першому місці є Христос, Євхаристія, Боголюдський організм, а не організація людей що мають єдине вчення, принципи духовного життя, канонічний устрій, що призводить до профанації і ототожнення Церкви лише з певним суспільним інститутом.

## Історія терміна
Першим християнським богословом, що використав термін «кафолична церква» (грец. καθολικὴ Ἐκκλησία), був Ігнатій Антіохійський в його Посланні до Смирнської Церкви: «Де буде єпископ, там повинен бути і народ, бо де Ісус Христос, там і кафолична церква».
Слово (грец. καθολικὴ) (всесвітня, католицька) передається в церковно-слов'янській традиції як «кафолична».
В основі вчення Ігнатія про Церкву, як і апостола Павла, про існування або перебування Церкви Божої в кожній місцевій Церкві лежить євхаристійна еклезіологія: Церква Божа перебуває у місцевій Церкві тому, що в її євхаристійному зібранні перебуває Христос у всій повноті і в усій єдності Свого тіла.
Оскільки Ігнатій, вживаючи цей термін, його не пояснює, можна припустити, що він уже був зрозумілим для сучасних йому читачів.
Між тим уточнюємо, термін «Кафоличний» походить від грецьких слів «каф олон» — «по всьому цілому» («згідно з цілим)». Це означає повну церкву. Повна церква — це церква в якій є хоча б один єпископ і один прихожанин. Іншими словами кафолична церква це — єпископальна церква. Необхідність виникнення терміна «кафолична церква», показує нам наявність проблеми в II столітті н. е., серед спадкоємців апостолів. Доглядачі (грецькою — «єпископи») наполягали на єпископальній церкви, пресвітери на те, що вони є послідовниками апостолів. До нашого часу, від цього протистояння дійшли тільки терміни — кафолична, єпископальна і пресвітеріанська церква.
Термін міститься в Апостольському Символі віри, датування якого суперечне, але, мабуть, не пізніше II століття: Πιστεύω εἰς τò πνεῦμα τò ἅγιον, ἁγίαν καθολικὴν ἐκκλησίαν.
Константинопольський Собор 381 р. ввів його в Нікейський Символ віри — Πιστεύομεν <...> μίαν, ἁγίαν, καθολικὴν καὶ ἀποστολικὴν Ἐκκλησίαν — після чого він став одним з фундаментальних еклезіологічних термінів (понять) на Сході і Заході.
На Заході щодо Кафоличної властивості Церкви чудово висловився преподобний Вікентій Леринський (450):
|  | У самій же кафоличній Церкві особливо маємо подбати про те, щоб мати те, у що вірили всюди, завжди, всі; Бо поправді і в власному розумі кафоличне, як показує значення і сенс цього терміна, — те, що все взагалі все обіймає. |

Іменник καθολικότης (укр. кафоличність) з'явилося значно пізніше.
У Руській Церкві в церковно-слов'янському тексті Символу віри використаний термін Соборна.

## Поняття кафоличності (соборності) в Росії
Російське шкільне догматичне богослов'я XIX ст. давало цілком консервативне і коректне тлумачення терміна:

…она [Церковь] не ограничивается никаким местом, ни временем, ни народом, но заключает в себе истинно верующих всех мест, времен и народов. 

Соборной, Кафолической или Вселенской Церковь называется и есть:
1. по пространству. Она предназначена обнимать собою всех людей, где бы они ни обитали на земле;
2. по времени. Церковь предназначена приводить к вере во Христа всех людей и существовать до скончания века;
3. по своему устройству.